# True Blood: Music from the HBO Original Series
True Blood: Music from the HBO Original Series è la prima compilation di canzoni incluse nella serie televisiva True Blood, nata dalla collaborazione tra Elektra Records e il network HBO.
Oltre la sigla della serie, Bad Things di Jace Everett, nella colonna sonora sono presenti artisti della scena country rock americana, come C.C. Adcock, Lucinda Williams, Ryan Adams e molti altri. Tutte le tracce presenti nella compilation sono presenti nella prima stagione di True Blood.
La compilation ha ottenuto una candidatura all'edizione 2010 dei Grammy Awards, nella categoria "Best Compilation Soundtrack Album For Motion Picture, Television Or Other Visual Media".

## Tracce
1. Bad Things – Jace Everett - 2:43
2. Bleed 2 Feed – C.C. Adcock & The Lafayette Marquis - 4:52
3. Lake Charles – Lucinda Williams - 5:27
4. Give It Up – Lee Dorsey - 3:00
5. Swampblood – Th' Legendary Shack*Shakers - 3:10
6. Play With Fire – Cobra Verde - 2:36
7. Just Like Heaven – The Watson Twins - 4:15
8. Christine's Tune [A.K.A. Devil in Disguise] – The Flying Burrito Brothers - 3:00
9. Two – Ryan Adams - 2:37
10. Strange Love – Slim Harpo - 2:08
11. From a Whisper to a Scream – Allen Toussaint - 3:27
12. I Don't Wanna Know – Dr. John - 3:22
13. The Golden State – John Doe feat. Kathleen Edwards - 2:59
14. Bones Little – Big Town - 3:46

Bonus track
1. Maison Creole [Live at Merlotte's] – C.C. Adcock & The Lafayette Marquis - 3:07
2. I'm Ready [Live at Merlotte's] – C.C. Adcock & The Lafayette Marquis - 3:14
3. Fool to Care [Live at Merlotte's] – C.C. Adcock & The Lafayette Marquis - 3:47
4. Whiskey's Gone [Live] – Zac Brown Band - 2:49
5. Jesus Asked Me Out Today – Amanda Jane and The God Rockets - 3:30